# CB Estudiantes
Club Baloncesto Estudiantes, S.A.D., znany jako Tuenti Móvil Estudiantes – profesjonalny klub koszykarski z siedzibą w Madrycie. Klub jest członkiem Ligi ACB. Został założony w 1948 roku.

## Historia
Klub został założony w 1948 roku przez grupkę studentów z Instituto Ramiro de Maeztu w Madrycie.
Gdy w 1955 zorganizowano przez Hiszpański Związek Koszykówki pierwsze rozgrywki krajowe w Hiszpanii, CB Estudiantes był jednym z sześciu klubów biorących udział w tym turnieju. Drugim zespołem z Madrytu, który brał udział, był Real Madryt. Od tamtego czasu klub brał udział we wszystkich sezonach najwyższej klasy rozgrywkowej.
W maju 2012 roku, Estudiantes po raz pierwszy w historii spadł z ligi. Jednak z powodu kłopotów finansowych drużyny CB 1939 Canarias, klub z Madrytu pozostał w lidze.

### Historia nazw
- Estudiantes Monteverde 1971–1977
- Estudiantes Mudespa 1978–1981
- Estudiantes Caja Postal 1981–1982, 1989–1995
- Estudiantes Todagrés 1987–1988
- Estudiantes Bosé 1988–1989
- Estudiantes Argentaria 1995–1997
- Adecco Estudiantes 1998–2006
- MMT Estudiantes 2006–2009
- Asefa Estudiantes 2009–2013
- Tuenti Móvil Estudiantes 2013–obecnie

## Sukcesy
- Puchar Hiszpanii: 1963, 1992, 2000
- Copa Príncipe de Asturias ACB: 1986
- Torneo Comunidad de Madrid: 1988, 1990, 1992, 1993, 1996, 1999, 2001, 2002, 2003